# Østrigske euromønter
Euro (€) er fælles valuta for de fleste af EU's medlemslande, inklusiv Østrig. Euromønterne har to forskellige sider. En fælles side som viser møntens værdi og en national side som er unik fra land til land.
De østrigske euromønter har forskellige motiver på alle de otte mønter. 1-,2- og 5-cent-møntene har tre forskellige alpinblomster som deres motiv. Henholdsvis Gentiana, Edelweiss og Kodriver. 10-, 20- og 50-cent mønterne præges af forskellige østrigske bygninger. 10-centens motiv er Stephansdomen, 20-centens er Belvedere og 50-centens er Wiener Secessionen. De to sidste mønter, 1- og 2-euroene har portrætter af de historiske østrigere Wolfgang Amadeus Mozart og Bertha von Suttner.